# Движитель
Дви́житель — устройство, преобразующее энергию двигателя либо внешнего источника, через взаимодействие со средой, в полезную работу по перемещению транспортного средства или механизма.

## По суше
- Колесо — автомобили, локомотивы, велосипеды и так далее:

- Пневмокатковый движитель
- Роторно-фрезерный движитель — вариант колёсного движителя, в котором используются роторы-фрезы в сочетании с поддерживающими лыжами.

- Гусеничный движитель — для машин и механизмов, пример: гусеничные трактора, экскаваторы, танки, некоторые типы вездеходов.
- Полугусеничный движитель, в котором одновременно используются и колёса, и гусеницы.
- Лыжно-гусеничный движитель, в котором одновременно используются гусеницы и лыжи. Основной тип движителя снегоходов.
- Шнек — шнеко-роторные машины, некоторые типы вездеходов (шнекороторный вездеход).
- Конечности — у шагающих механизмов: андроиды, шагоходы, экзоскелеты, шагающие экскаваторы.
- Маглев (электромагнитное поле) — поезда

## В/на воде
- Гребной винт[1], гребное колесо[2], — суда и корабли (судовой и корабельный движитель).
  - Крыльчатый движитель — суда, дирижабли.
  - Лопастной винт — суда на воздушной подушке.
  - Водомётный движитель — суда с малой осадкой, корабли с особо малой шумностью или работающие в тяжёлых условиях (ил, лёд).
- Весло — суда, лодки.
- Шест — плоты
- Ластовый движитель — пловцы, малые суда, подводный планер.

И некоторые другие, более экзотичные.

## В воздухе
- Парус — парусные суда.
- Воздушный винт — самолёты, вертолёты, мультикоптеры
- Машущий движитель — махолёты (орнитоптеры).
- Реактивное сопло — самолёты, ракеты.
- Воздушная подушка — суда на воздушной подушке, боевые машины на воздушной подушке.

## В космосе
- Реактивное сопло
- Электрический ракетный двигатель — космические аппараты.
- Солнечный парус
- Фотонный

## Оригинальные движители
- Колесо эллиптической формы (расположенное под таким углом, что, если смотреть сбоку, выглядит как круг) — позволяет грести в воде[источник не указан 3912 дней].
- Квадратное колесо — патент 1959 года американца А. Сфредда[3].
- Ротопед — «шагающее» колесо с пневматиками (предложил директор пражского НИИ техники привода Ю. Мацкерле, 1964)[4][5].
- Виброход — в поступательное движение приходит вибрация корпуса относительно опорной поверхности.
- Движитель амёбного типа — для перемещения жидкость перекачивается из одной его части в другую[источник не указан 4613 дней].